# جامعة ميزوري الوسطى
جامعة سنترال ميسوري أو جامعة ميسوري الوسطى (UCM) هي جامعة عامة في وارنسبرج بولاية ميسوري. في عام 2019، بلغَ عددُ الملتحقين 11229 طالبًا، من 49 ولاية و59 دولة في حرمها الجامعي الذي تبلغ مساحته 1561 فدانًا. تقدم جامعة سنترال ميسوري 150 برنامجًا للدراسة، بما في ذلك 10 برامج ما قبل الاحتراف، و27 مجالًا لشهادة المعلمين، و37 برنامجًا للدراسات العليا.

## التاريخ
تأسَّست الجامعة في عام 1871 باسم المدرسة العادية رقم 2 وأصبحت تعرف باسم كلية وارينسبورغ للمعلمين. تم تغيير الاسم إلى كلية وسط ولاية ميسوري للمعلمين في عام 1919، وكلية ولاية ميسوري المركزية في عام 1945 وجامعة ولاية ميسوري المركزية في عام 1972. في عام 1965، أنشأت المؤسسة كلية الدراسات العليا. في عام 2006، تم تغيير الاسم إلى جامعة سنترال ميسوري. هناك 150 تخصصًا وقصرًا و 32 اعتمادًا مهنيًا و37 برنامجًا للدراسات العليا. جامعة سنترال ميسوري لديها مواقع خارج الحرم الجامعي في ليس ساميت بولاية ميسوري وتقدم العديد من الدورات والبرامج عبر الإنترنت.

## أكاديميون
كلية الآداب والعلوم الإنسانية والاجتماعية: يأخذ طلاب جامعة سنترال ميسوري دورات كلية الآداب والعلوم الإنسانية والاجتماعية التي تطور مهارات التفكير النقدي والكتابة والتحدث. تشمل الاعتمادات الرابطة الوطنية لمدارس الموسيقى والمجلس الوطني للدراسات الاجتماعية. تشمل الأقسام:
- مدرسة الفنون المرئية والمسرحية
  - موسيقى
  - المسرح والرقص
  - فن وتصميم
- الحكومة والدراسات الدولية واللغات
  - العلوم السياسية
- اللغة الإنجليزية والفلسفة
- التاريخ والأنثروبولوجيا
- الاتصال وعلم الاجتماع
- الدراسات الدينية
- دراسات المرأة

كلية هارمون للأعمال والدراسات المهنية: تم اعتماد كلية هارمون للأعمال والدراسات المهنية من قبل آي آي سي إس بي إنترناشيونال. وتشمل الاعتمادات الأخرى مجلس اعتماد الطيران الدولي ومجلس تعليم الخدمة الاجتماعية. تشمل الأقسام:
- كلية إدارة الأعمال
  - الاقتصاد والتمويل والتسويق
  - كلية المحاسبة ونظم المعلومات الحاسوبية
  - إدارة
- مدرسة الدراسات المهنية
  - طيران
  - العدالة الجنائية
  - اضطرابات التواصل والعمل الاجتماعي
  - العلوم العسكرية والقيادة

كلية التربية: كلية التربية في جامعة سنترال ميسوري تعد الطلاب ليصبحوا معلمين. تشمل الأقسام:
- التعليم الوظيفي والتكنولوجيا
- القيادة التربوية والتنمية البشرية
- الأسس التربوية ومحو الأمية
- التعليم الابتدائي ومراحل الطفولة المبكرة

كلية الصحة والعلوم والتكنولوجيا: تجمع بين النظرية العلمية والتكنولوجيا التطبيقية، تضم كلية الصحة والعلوم والتكنولوجيا ما يلي:
- كلية الصحة والأداء البشري
  - التمريض
  - التغذية وعلم الحركة
- علم الأحياء وعلوم الأرض
- كلية العلوم البيئية والفيزيائية والتطبيقية
- مدرسة التكنولوجيا
- كلية علوم الكمبيوتر والرياضيات
- علم النفس.

كلية الشرف: يجب أن يكون لدى الطلاب الجدد الوافدين لأول مرة درجة آي سي تي لا تقلُّ عن 25 (أو ما يعادلها من شهادة إس آي تي) والحد الأدنى من المعدل التراكمي في المدرسة الثانوية من 3.5 للنظر في قبولهم في كلية هونرز كوليج. بمجرد إكمال الطلاب الجدد لفصل دراسي في جامعة سنترال ميسوري كطالب بدوام كامل والحصول على معدل تراكمي جامعي من 3.5 أو أعلى، يمكنهم التقدم إلى كلية الشرف. يجب أن يكون طلاب جامعة سنترال ميسوري الحاليون أو الطلاب الذين ينتقلون إلى جامعة سنترال ميسوري قد حققوا الحد الأدنى من المعدل التراكمي للكلية من 3.5 أو أعلى. تشمل مزايا كونك طالبًا مع مرتبة الشرف، على سبيل المثال لا الحصر، التسجيل المبكر، وتقديم المشورة وجهًا لوجه مع العميد، والفصول الأصغر، والدورات والندوات مع مرتبة الشرف فقط. العميد الحالي للكلية الفخرية والشؤون الدولية هو جوزيف د. ليفاندوفسكي.

### جيمبس
تستمر جامعة سنترال ميسوري في الاضطلاع بدور مهم في البحث الكبير عن أعداد ميرسين الأولية في الإنترنت (بالإنجليزية: Great Internet Mersenne Prime Search)‏. مشروع جيمبس (بالإنجليزية: GIMPS)‏ في جامعة سنترال ميسوري هو جهد على مستوى الجامعة يديره كورتيس كوبر وستيفن بون. يعتبر فريق سنترال حاليًا المساهم الأول في هذا المشروع، وهو فريق جيمبس الوحيد الذي اكتشف أربعة أعداد أولية لمرسين</sup : M43 2 30402457 - 1 مع 9152.052 رقمًا، M44 2 32582657 - 1 مع 9,808,358 رقمًا، M48 2 57,885,161-1 مع 17,425,170 رقمًا، و M49 2 74,207,281 - 1 مع 22,338,618 رقمًا.

## الحياة الطلابية
يوجد بالجامعة أكثر من 200 منظمة طلابية مع نوادي وجمعيات أكاديمية وثقافية وترفيهية ومجتمعية وذات اهتمامات خاصة. هناك أيضًا أكثر من 20 رياضة جماعية للتنافس فيها، وليالي سينمائية مجانية في الحرم الجامعي وصالة بولينغ ومسرح سينما في اتحاد الطلاب. يُطلب من الطلاب الجدد والطلاب السنة الثانية العيش في واحدة من قاعات السكن الـ 16 في عامهم الأول للمساعدة في تسهيل التكيف من المدرسة الثانوية إلى الكلية. يمكن للطلاب أيضًا اختيار العيش في برنامج خاص بالاهتمام بالسكن، والذي يضع الطلاب في نفس برنامج الدراسة معًا في قاعات الإقامة.

### الحياة اليونانية
تضم جامعة سنترال ميسوري 26 منظمة يونانية، يتم التوظيف في فصلي الربيع والخريف. أحد عشر بالمائة من طلاب جامعة سنترال ميسوري يشاركون في الحياة اليونانية. برنامج يوناني، اليونانيون يدافعون عن الإدارة الناضجة للكحول المعروف باسم جامَّا (بالإنجليزية: GAMMA)‏، يعزز الوعي بالكحول. وساعدت رابطة الطلاب الحكومية في إحضار حافلة نايت رايدر إلى الحرم الجامعي. يوفر نايت رايدر للطلاب رحلة مجانية من وإلى الحرم الجامعي لضمان حصول الطلاب على وسائل نقل آمنة. يتم عرض قائمة من فصول الأخوة والناشئة أدناه.
| الأخويات - ألفا فاي ألفا - ألفا كابا لامدا - ألفا تاو أوميغا - دلتا تشي - بيت ريفي - لامدا تشي ألفا - أوميغا بسي فاي - فاي بيتا سيجما - فاي سيجما كابا - فاي سيجما بي - سيجما فاي إبسيلون - سيجما باي - سيجما تاو جاما - تاو كابا إبسيلون - ثيتا تشي | الجمعيات النسائية - ألفا كابا ألفا - دلتا جاما - ألفا أوميكرون بي - ألفا فاي - ألفا سيجما ألفا - دلتا سيجما ثيتا - دلتا زيتا - جاما فاي بيتا - سيجما كابا - سيجما سيجما سيجما - سيجما جاما رو - زيتا فاي بيتا |

## وسائط
تنتج جامعة سنترال ميسوري صحيفة أسبوعية تركز على الحرم الجامعي تسمى ذا مولسكينّر (بالإنجليزية: The Muleskinner)‏ ومطبوعة على الإنترنت تسمَّى ديجيتال بورغ دوت كوم (بالإنجليزية: digitalburg.com)‏ تغطي منطقة مقاطعة جونسون. على الرغم من أن هذه المنشورات يشرف عليها مستشار هيئة التدريس، إلا أنها يديرها الطلاب بالكامل وتقبل عمليات إرسال المقالات من أي طالب. تضم الجامعة أيضًا كوموس-تي في.

## ألعاب القوى
تتنافس فرق جامعة سنترال ميسوري الرياضية في اتحاد منتصف أمريكا لألعاب القوى بين الكليات. يتضمن قسم الرياضي لكرة السلة، البيسبول، البولينج المرأة، كرة القدم الأمريكية، الغولف، كرة القدم النسائية، الكرة اللينة، عبر البلاد، المسار، الكرة الطائرة والمصارعة. تسمى الفرق الرياضية في جامعة سنترال ميسوري (رجال) وجيني (نساء). جامعة سنترال ميسوري لديها اثنين من التميمة، مو ذا مول (بالإنجليزية: Mo the Mule)‏ ومانكاو (بالإنجليزية: Mancow)‏.

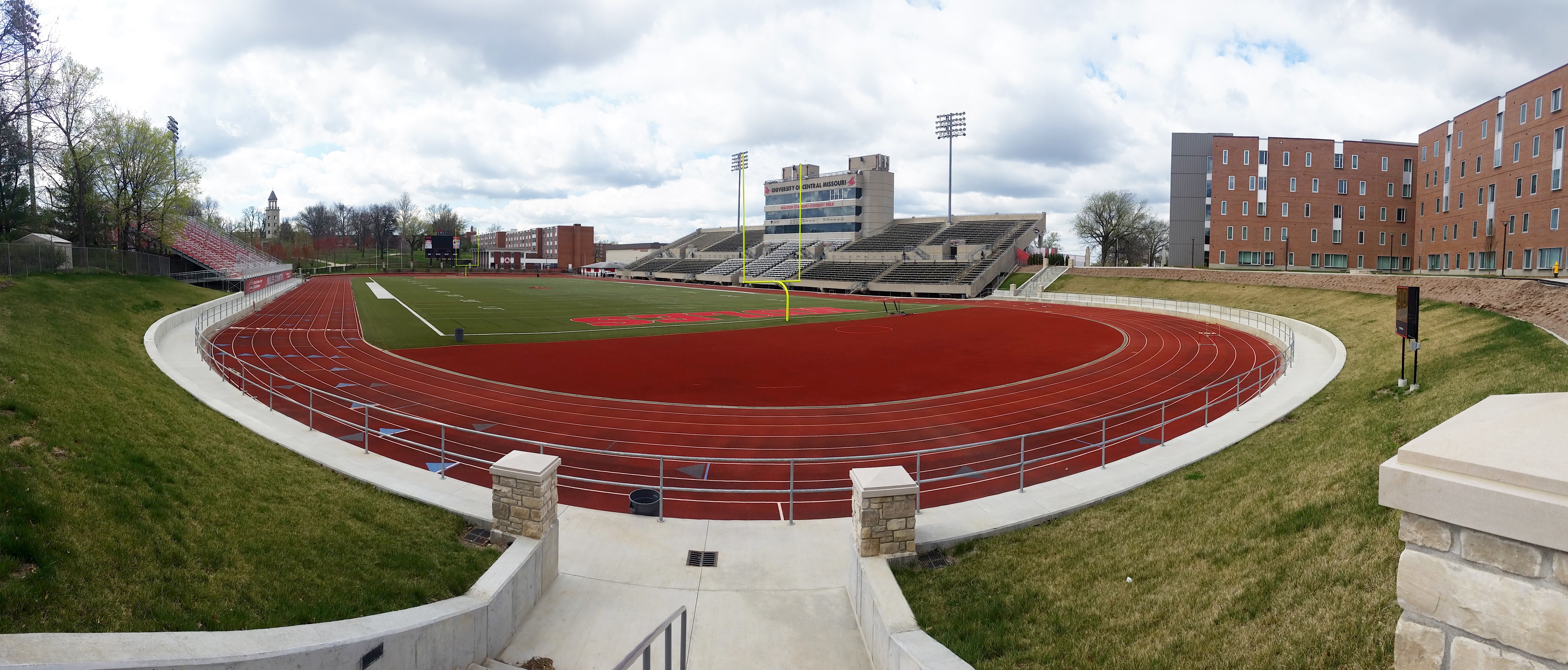
الجانب المطلّ على الركن الشمالي الشرقي

تُلعب مباريات كرة السلة في مبنى جامعة سنترال ميسوري متعدد الأغراض. تم بناء ذا ملتي في عام 1976، كما هو معروف للطلاب والخريجين، وتبلغ سعته 6500 مقعدًا لألعاب كرة السلة والكرة الطائرة. تُلعب مباريات كرة القدم على ملعب فيرنون كينيدي في ملعب أودري جي والتون. أقيم الملعب عام 1928 وخضع لعملية شد الوجه عام 1995. يتسع الملعب رسميًا لـ 11000 شخص، لكن الحشود غالبًا ما تقترب من 12000.
ملعب كيث ميموريال جولف كورس داخل بيرتل سبرينغس بارك في حرم جامعة سونترال ميسوري عبارة عن ملعب عشبي مكون من 18 حفرة مع متجر محترف مجهز بالكامل. كيث ميموريال يخضع لعملية تجديد بقيمة 1.2 مليون دولار. يشمل التجديد مجموعة قيادة جديدة، وممارسة جديدة لوضع وتقطيع الخضر، ومتجر احترافي جديد. كيث ميموريال هي أيضًا موطن لمسابقات جامعة سنترال ميسوري للجولف وعبور الضاحية.

## مكتبة
مكتبة جيمس سي كيركباتريك (JCKL) هي مكتبة جامعة سنترال ميسوري. في حفل افتتاح المكتبة في 24 مارس 1999، كان حاكم ولاية ميسوري آنذاك، ميل كارناهان، حاضرًا وألقى الكلمة الرئيسية. تم تسميته على اسم وزير الخارجية السابق، جيمس سي كيركباتريك، الذي كان وزير الخارجية الأطول خدمة في ولاية ميسوري من عام 1965 إلى عام 1985. عند التقاعد، تم نقل مكتبه من مبنى الكابيتول بولاية ميسوري إلى مكتبة وارد إدواردز، مبنى مكتبة جامعة سنترال ميسوري السابق. وهي الآن موجودة في مكتبة جيمس سي كيركباتريك. جاي سي كا إل هي جزء من برنامج مكتبة الإيداع الفيدرالية. هناك أكثر من 480,000 مجلد متداول. توفر غرفة أوفيليا جيلبرت مساحة عرض لمجموعة فيليب سادلر ريسيرش لأدب الأطفال والشباب والمجموعات الخاصة العامة. تم تسمية الغرفة باسم أوفيليا جيلبرت، عضو هيئة التدريس بجامعة سنترال ميسوري منذ فترة طويلة، وأمين مكتبة الأطفال، والمؤسس المشارك، مع فيليب سادلر، لمهرجان أدب الأطفال في جامعة سنترال ميسوري.
يقع كل من أرشيفات ماكلور ومتحف الجامعة ومركز هارمون كومبيوتر وليرنينغ كومنز ومركز التدريس والتعلم في المبنى أيضًا. يقعُ آينشتاين بروس. أيضًا في مكتبة جيمس سي كيركباتريك. مقهى يقع في الطابق الأرضي إلى جانب بيانو كبير كان يملكه في السابق كلايد روبرت بولا، الذي كان له ارتباط طويل بمهرجان أدب الأطفال.

## خرجيون متميّزون
فيما يلي قائمة بالأشخاص البارزين المرتبطين بجامعة سنترال ميسوري، الواقعة في مدينة وارنسبرج الأمريكية بولاية ميسوري.

### السياسة والحكومة
- ريكس بارنيت (مواليد 1938)، سياسي وضابط سابق في دورية الطرق السريعة بولاية ميسوري
- والاس هـ. جراهام، طبيب للرئيس (1945-1953)؛ لواء
- جيمس كيركباتريك، شغل منصب وزير خارجية ولاية ميسوري الثاني والثلاثين
- فيل كلاين، المدعي العام السابق لكانساس؛ أستاذ القانون بجامعة ليبرتي
- راندي بايك، عضو مجلس النواب في ولاية ميسوري
- داريل بولوك، عضو سابق في مجلس النواب في ولاية ميسوري
- جيمس بي بوتر جونيور، عضو مجلس مدينة لوس أنجلوس (1963-1971)
- كارل تيرنر، عضو مجلس النواب في كانساس

### الفنون والإعلام
- ديل كارنيجي، مؤلف كتاب "كيف تكسب الأصدقاء وتؤثر في الناس"
- ديفيد كوك، الفائز بجائزة أمريكان أيدول لعام 2008
- جرانت كيرتس، المنتج التنفيذي لسلسلة أفلام الرجل العنكبوت والرجل العنكبوت (الجزء الثاني) والرجل العنكبوت (الجزء الثالث)
- توماس هوليمان، مصور صحفي
- ديفيد هولسينجر، ملحن فرقة الرياح
- آلان كايسر، الممثل الذي لعب دور بوبا هيجينز في عائلة ماما
- إريك «مانكو» مولر، مقدم برنامج مانكوز مورنينغ مادهاوس، وهو برنامج إذاعي مقره شيكاغو يتم تداوله عبر الولايات المتحدة
- بريان توماس سميث، ممثل معروف بنظرية الرجل العنكبوت (بالإنجليزية: The Big Bang Theory)‏.
- تولجا جيفيك، ممثل من تركيا

### تعليم
- روبرت ب.فوستر، رئيس جامعة ولاية شمال غرب ميسوري من 1964 إلى 1977
- كريستوفر بيل (1974-2009)، باحث ومؤلف ورئيس جمعية دراسات الإعاقة
- لورانس ووكاب (1914-2002)، رئيس جامعة شمال أريزونا

=== العلوم والتكنولوجيا ===ڜ
- توماس كونز، باحث معروف بإطلاعه على بيئة الخفافيش
- جريج ميلر، مخترع نوتيكليس ومؤلف. 2005 حاصل على جائزة إل جي نوبل بيس في الطب
- ريتشارد شيلب، عالم رياضيات؛ متعاون بحثي متكرر مع بول إيردوس
- ديفيد ستيوارد، الرئيس التنفيذي لشركة وورد وايد تكنولوجي إنكوايرر (بالإنجليزية: World Wide Technology، Inc)‏، وهي أكبر شركة في العالم يملكها الأمريكيون من أصل أفريقي
- كيرتس كوبر، عالم رياضيات معروف باكتشاف أكبر عدد أولي معروف

### رياضات

#### الرياضيين
- رون تاب، عداء ماراثون
- مارك كورب، صاحب الرقم القياسي العالمي والأمريكي السابق في نصف الماراثون
- تود ديفوي، استقبال واسعة في الدوري الوطني لكرة القدم الأمريكية ودوري كرة القدم الساحة
- رودريك جرين، الطرف الدفاعي والظهير لفريق سان فرانسيسكو 49
- موري جون، مدرب كرة سلة في جامعة دريك (1958-1971) وجامعة ولاية أيوا (1971-1974)
- فيرن كينيدي، الرامي السابق لفريق شيكاغو وايت سوكس، اشتهر بإلقاء أول ضارب في كوميسكي بارك
- توبي كورودي، قورتربك وقع من قبل أريزونا كاردينالز في عام 2007 وقطع في معسكر التدريب
- تشاك بالومبو، مصارع محترف
- بوتش "هاكساو" ريد، مصارع محترف
- جيري رويس، الرامي السابق الذي اشتهر بسنواته مع فريق لوس أنجلوس دودجرز
- ديلاني ووكر، نهاية ضيقة لجبابرة تينيسي
- كولستون ويذنجتون، لاعب سابق في اتحاد كرة القدم الأميركي ورابطة كرة القدم الأمريكية
- جيف رايت، معالجة الأنف السابقة لبوفالو بيلز
- آنا جلينون، متسابق جت سكي
- جيم تشاني، المنسق الهجومي لمتطوعي تينيسي
- كاتي سويرز، مساعدة هجومية لفريق سان فرانسيسكو، أول مدرب مثلي بشكل علني في تاريخ اتحاد كرة القدم الأميركي وأول مدربة تدرب في سوبر بول

#### الملاك والمديرين التنفيذيين
- روس بول، مسؤول تنفيذي في اتحاد كرة القدم الأميركي
- جيم كرين، صاحب فريق البيسبول هيوستن أستروس

### آخرون
- جيفري لوندغرين، نبي أعلن نفسه وهو زعيم سابق لمجموعة عبادة وقاتل مدان
- جيمس أو ماكينزي، مؤسس شركة ماكنزي
- كاري نيشن، زعيم حركة الاعتدال

## هيئة تدريس بارزة
- فوغ ألين، مدرب كرة السلة المعروف باسم «أبو تدريب كرة السلة»؛ أمضى معظم حياته المهنية في جامعة كانساس ويحمل الاسم نفسه من ألين فيلدهاوس
- كيم أندرسون، حل محل فرانك هيث كمدرب كرة سلة لفريق ميسوري تايجر
- حل جين بارتو محل جون وودن كمدرب كرة سلة لفريق يوكلا برونز
- كورتيس كوبر، رياضيات
- حل جو ب هول، محل أدولف روب كمدرب كرة سلة لفريق كنتاكي وايلد كاتس
- كريستوفر جارجوكي، الفيزياء
- جيم جونسون، المدير الرياضي المساعد (2003 إلى 2005)، المدير الرياضي الحالي لجامعة ولاية بيتسبرج
- مايك راسي، نائب الرئيس للقانون والسياسة والاستراتيجية (2013-2016)؛ المفوض الحالي للرابطة الرياضية بين الكليات في أمريكا الوسطى.